# Claudiu Simion
Claudiu Simion (n. 6 februarie 1994 la Pitești) este un fotbalist român legitimat la echipa CS Mioveni.